# Les Forbans de la nuit
Pour plus de détails, voir Fiche technique et Distribution.
Les Forbans de la nuit (Night and the City) est un film noir américain réalisé par Jules Dassin sorti en 1950, d'après le roman éponyme de Gerald Kersh. Considéré comme un des classiques du genre, il met en scène un escroc joué par Richard Widmark, dont les combines vont irrémédiablement le conduire vers sa perte. Le film est tourné à Londres par Jules Dassin alors sous le coup d'une enquête par la commission des activités antiaméricaines, il s'expatria peu après.

## Synopsis
Harry Fabian est un frimeur qui tente des projets qui échouent systématiquement. Un jour, il rencontre Gregorius, la légende vivante de la lutte gréco-romaine. Il échafaude un plan pour organiser un combat. Mais comme d'habitude, ses plans vont échouer, et il va devoir échapper à beaucoup de personnes.

## Fiche technique
- Titre : Les Forbans de la nuit
- Titre original : Night and the City
- Réalisation : Jules Dassin
- Scénario : Jo Eisinger, d'après le roman éponyme de Gerald Kersh
- Production : Samuel G. Engel, pour la Fox
- Musique : Franz Waxman (Benjamin Frankel pour l'exploitation britannique)
- Photographie : Max Greene
- Costumes féminins : Oleg Cassini (pour Gene Tierney) et Margaret Furse (pour Googie Withers)
- Montage : Nick De Maggio et Sidney Stone
- Pays d'origine : États-Unis
- Langue : anglais
- Format : Noir et blanc - Mono
- Genre : Film noir
- Durée : 91 minutes
- Date de sortie : 1950

## Distribution
- Richard Widmark  (V.F : Jean Daurand) : Harry Fabian
- Gene Tierney  (V.F : Françoise Gaudray) : Mary Bristol
- Googie Withers : Helen Mosseross
- Hugh Marlowe  (V.F : Roger Treville) : Adam Dunne
- Francis L. Sullivan  (V.F : Pierre Morin) : Phil Nosseross
- Herbert Lom  (V.F : Jacques Beauchey) : Kristo
- Stanilaus Zbyszko : Gregorius
- Mike Mazurki : l'étrangleur
- Ada Reeve : Molly
- Charles Farrell : Mickey Beer
- Ken Richmond : Nikolas of Athens
- Edward Chapman : Hoskins
- Aubrey Dexter : Fergus Chilk
- Maureen Delaney : Annie O'Leary